# The Magician's Birthday
Albums de Uriah Heep
Demons and Wizards
(1972) Uriah Heep Live
(1973)
Singles
1. Sweet Lorraine
Sortie : septembre 1972
2. Spider Woman
Sortie : octobre 1972

The Magician's Birthday est le cinquième album studio du groupe de rock britannique Uriah Heep. Cet album sort en novembre 1972 sur le label Bronze Records. Il continue sur la lancée fantastique/mystique de son prédécesseur, Demons and Wizards tout en sonnant plus progressif que les précédents opus.

## Historique
L'album précédent, Demons and Wizards, et sa tournée de promotion américaine étant un succès, le groupe se retrouve, à peine rentré des États-Unis, aux Lansdowne Studios de Londres pour enregistrer son nouvel album. Pendant les mois de septembre et octobre 1972, plus d'une heure de musique est enregistrée, mais à cause de la limite de durée des disques vinyle, seul huit titres sont retenus. Dans les rééditions successives d'autres chanson seront dévoilées.
L'album est basé sur une courte histoire que Ken Hensley avait écrite en juin/juillet 1972 alors que le groupe tournait intensément.
Comme l'album précédent, le dessin de la pochette est de Roger Dean.
Cet album se classe à la 31e place du Billboard 200 aux USA, à la 28e place des charts britanniques, à la 7e place en Allemagne et à la 5e en Norvège. Il est certifié disque d'or aux États-Unis pour plus de 500 000 albums vendus. Le single "Spider Woman" est un succès en Allemagne, où il reste classé 12 semaines dans les charts, atteignant la 14e place.

## Liste des titres
- Tous les titres sont signés par Ken Hensley sauf indications.

### Version originale vinyle

#### Face 1
1. Sunrise - 4:04
2. Spider Woman (Mick Box, David Byron, Gary Thain & Lee Kerslake) - 2:25
3. Blind Eye - 3:33
4. Echoes of the Dark - 4:48
5. Rain - 3:59

#### Face 2
1. Sweet Lorraine (Box, Byron, Thain) - 4:13
2. Tales - 4:09
3. The Magician's Birthday (Hensley, Box, Kerslake) - 10:23

### Réédition compact disc 1996
1. Sunrise - 4:04
2. Spider Woman (Mick Box, David Byron, Gary Thain & Lee Kerslake) - 2:25
3. Blind Eye - 3:33
4. Echoes of the Dark - 4:48
5. Rain - 3:59
6. Sweet Lorraine (Box, Byron, Thain) - 4:13
7. Tales - 4:09
8. The Magician's Birthday (Hensley, Box, Kerslake) - 10:23
9. Silver White Man (Byron) - 3:43
10. Crystal Ball (Thain) - 4:08

### Deluxe Edition 2003
1. Sunrise - 4:04
2. Spider Woman (Mick Box, David Byron, Gary Thain & Lee Kerslake) - 2:25
3. Blind Eye - 3:33
4. Echoes of the Dark - 4:48
5. Rain - 3:59
6. Sweet Lorraine (Box, Byron, Thain) - 4:13
7. Tales - 4:09
8. The Magician's Birthday (Hensley, Box, Kerslake) - 10:23
9. Crystal Ball (Out take) (Thain) - 4:08
10. Silver White Man (Out take, previously unreleased vocal version) (Byron) - 3:40
11. Proud Words (alternate version, previously unreleased) - 3:24
12. Echoes of the Dark (Edit version, previously unreleased)  -  4:23
13. Rain (Edit version, Previously unreleased) - 3:16
14. Happy Birthday (Edited version of The magician's Birthday, previously unreleased) (Hensley, Box, Kerslake) - 4:44
15. Sunrise (Single edit, previously unreleased) - 2:49
16. Gary's Song (Crystal Ball alternate version, previously unreleased) (Thain) - 4:25
17. Silver White Man (Out take, previously unreleased instrumental version) (Byron) - 3:43

## Composition du groupe
- Mick Box : guitares, chœurs
- Gary Thain : basse
- Ken Hensley : claviers, Moog synthétiseur, guitares, chant sur "Magician's Birthday", chœurs
- David Byron : chant, chœurs
- Lee Kerslake : batterie, percussion, chœurs

## Musicien additionnel
- Brian Cole : guitare pedal steel sur Tales

## Charts et Certification

### Album
Charts album
| Pays                          | Durée du classement | Meilleur classement | Date             |
| ----------------------------- | ------------------- | ------------------- | ---------------- |
| Allemagne (GfK Entertainment) | 7 semaines          | 7e                  | 15 décembre 1972 |
| Australie (Go-Set)            | 7 semaines          | 6e                  | 26 mai 1973      |
| Canada (RPM)                  | 16 semaines         | 22e                 | 3 février 1973   |
| États-Unis (Billboard 200)    | 22 semaines         | 31e                 | 3 février 1973   |
| Norvège(VG-lista)             | 23 semaines         | 5e                  | 5 février 1973   |
| Royaume-Uni (UK Albums Chart) | 3 semaines          | 28e                 | 26 novembre 1972 |

Certification
| Pays       | Certification | Ventes    | Date            |
| ---------- | ------------- | --------- | --------------- |
| États-Unis | Or            | 500 000 + | 22 janvier 1973 |

### Singles
| Single         | Chart            | Durée du classement | Position | Date             |
| -------------- | ---------------- | ------------------- | -------- | ---------------- |
| Spider Woman   | (Single Top 100) | 12 semaines         | 14e      | 1er janvier 1973 |
| Sweet Lorraine | (Hot 100)        | 3 semaines          | 91e      | 3 février 1973   |